# Ødum-Hadbjerg Kommune
Ødum-Hadbjerg Kommune var en sognekommune i Galten Herred i Randers Amt. Den bestod af Ødum og Hadbjerg Sogne. Kommunen blev i 1966 en del af Hadsten Kommune, som i 2007, ved strukturreformen, blev en del af Favrskov Kommune.

## Historie
Indtil 13. august 1841, hvor den første forordning om et landkommunalvæsen blev lagt frem, bestod kommunen af to sogne - Ødum og Hadbjerg, hvor sidstnævnte var et anneks til Ødum. I slutningen af 1950'erne blive sognerådet enige om, at den fremtidige centralskole skulle placeres i Hadbjerg. Byggeriet af Ødum-Hadbjerg Centralskole, i dag bare Hadbjerg Skole, blev påbegyndt i 1961 - og stod færdig i 1963. Kommunen blev i 1966 indlemmet i den nye Hadsten Kommune.

## Geografi
Mod nord grænsede kommunen til Voldum-Rud Kommune, mod nordøst Søby-Skader-Halling Kommune, mod vest Todbjerg-Mejlby Kommune, mod syd Grundfør-Spørring Kommune, mod sydvest Vitten-Haldum-Hadsten Kommune og endelig mod nordvest Nørre Galten-Vissing Kommune. Kommunen bestod af byerne Ødum, Hadbjerg, Selling, Tåstrup, Astrup, Røved og Langskov. Kommunen var en del af Galten Herred under Randers Amt.

## Kommunens styrelse
I perioden 1860-1866 hed sognefogeden Rasmus Bonnesen.